# Interdict
Een interdict (Latijn: interdictum, 'verbod') is in de Katholieke Kerk een kerkelijke straf die bepaalde rechten ontneemt zonder de gelovigen van de kerkgemeenschap uit te sluiten. Het persoonlijk interdict treft rechtstreeks een persoon. Het plaatselijk interdict treft een bepaalde plaats of regio (bijvoorbeeld een kerkgebouw, kapel of kerkhof, of een land, bisdom, gemeente of parochie). Het persoonlijk interdict ontneemt bijna alle rechten op het ontvangen van de sacramenten, zoals de doop en de biecht.
De bisschop of zelfs het Vaticaan verbiedt de geestelijkheid om aan de betreffende gelovige(n) de kerkelijke sacramenten toe te dienen. Ook wordt een kerkelijke begrafenis ontzegd.
Het interdict werd en wordt ingezet om het leergezag van het episcopaat te handhaven. In de vroege Middeleeuwen werd het ook veelvuldig als politiek machtsmiddel ingezet in de strijd van de Kerk tegen de vorsten. Gelovigen mochten geen lid zijn van organisaties buiten kerkelijk verband, op straffe van het interdict, en vorsten die zich niet onderwierpen aan de paus trof hetzelfde lot.